# Rejon pokrowski (obwód dniepropetrowski)
Rejon pokrowski – jednostka administracyjna wchodząca w skład obwodu dniepropetrowskiego Ukrainy.
Rejon utworzony w 1923, ma powierzchnię 1210 km² i liczy około 43 tysięcy mieszkańców. Siedzibą władz rejonu jest Pokrowśke.
Na terenie rejonu znajdują się 2 osiedlowe rady i 9 silskich rad, obejmujących w sumie 69 wsi.